# Имранов, Шахин Селим оглы
Шахин Селим оглы Имранов (азерб. Şahin İmranov; 23 сентября 1980) — азербайджанский боксёр-любитель, бронзовый призёр Олимпийских игр 2008 года, двукратный серебряный призёр чемпионатов Европы среди любителей 2002 и 2006 годов, член олимпийской сборной Азербайджана 2004 года.

## Карьера
В 2007 года являлся сотрудником таможни города Сумгаита, увлекается футболом.
Наилучшая позиция в рейтинге ЕАЛБ — третий.

## Олимпийские игры 2008
Шахин Имранов в первой своей встрече на олимпийских играх, в 1/16 финала одолел представителя Казахстана, Галиба Джафарова, в 1/8 — представителя Грузии, а в четвертьфинале — Иделя Ториенте из Кубы. В полуфинале, проходившем 23 августа, Шахин проиграл французу Кедафи Джелькиру, который занял второе место в соревновании. Первое — досталось украинцу Василий Ломаченко. А другую бронзовую медаль завоевал спортсмен из Турции, Якуб Кылыч.